# Okoppe
Okoppe (jap. 興部町 Okoppe-chō) – miasto w Japonii, w prefekturze Hokkaido, w podprefekturze Ohōtsuku. Według danych na rok 2020 miejscowość zamieszkiwało 3 628 mieszkańców , a gęstość zaludnienia wyniosła 10 os./km².